# STARS (M!LKの曲)
「STARS」（スターズ）は、日本のボーカルダンスユニット・M!LKの通算14枚目、メジャー・デビュー後3枚目となるシングル。2022年11月30日にColourful RecordsからBlu-ray付初回限定盤AB通常盤以上の3形態で発売。

## 収録曲

### CD
1. STARS[3:53]
作詞・作曲・編曲：HIKARI
2. INFINITY TRY[4:12]
作詞・作曲：山崎真吾、編曲：浅野尚志
  - 初回限定盤A/Bのみ
3. テレパシー[4:13]
作詞：藤原優樹、作曲：高橋涼、編曲：eimi
  - 通常盤のみ

### Blu-ray
1. M!LK学園
  - 初回限定盤Aのみ

1. 最愛 (from M!LK HALL TOUR 2022 満月の夜 君と逢う)
2. シアワシェイク (from M!LK HALL TOUR 2022 満月の夜 君と逢う)
3. 密着M!LK (M!LK HALL TOUR 2022 満月の夜 君と逢う 2022.09.10)
  - 初回限定盤Bのみ

## 収録アルバム
- Jewel